# Pont de la Concorde (Pariz)
Pont de la Concorde je ločni most čez Seno v Parizu, ki povezuje Quai des Tuileries na Place de la Concorde (na Rive Droite) in Quai d'Orsay (na Rive Gauche). Prej je bil znan kot Pont Louis XVI, Pont de la Révolution, Pont de la Concorde, Pont Louis XVI, spet med burbonsko obnovo (1814); leta 1830 so njegovo ime ponovno spremenili v Pont de la Concorde, ime je obdržalo do danes. Dosežejo ga metro postaje Assemblée nationale in Concorde.

## Lega
Most je na meji med 7. in 8. okrožjem Pariza. Pont Alexandre III. je naslednji most dolvodno; Passerelle Léopold-Sédar-Senghor je pred njim gorvodno.

## Zgodovina

### Gradnja
Ta novi most je bil leta 1787 naročen arhitektu Jean-Rodolphe Perronetu. Načrtovan je bil od leta 1755, ko se je začela gradnja trga Ludvika XV. (zdaj Place de la Concorde), da bi nadomestil trajekt, ki je na tej točki prečkal reko. Gradnja se je nadaljevala sredi nemirov francoske revolucije, pri čemer so za gradnjo uporabili obdelane kamne, vzete iz porušene Bastilje (nasilno zavzete 14. julija 1789). Dokončan je bil leta 1791. 

### 19. stoletje
Leta 1810 je Napoleon ob straneh mostu postavil kipe osmih francoskih generalov, padlih v bitkah med pohodi Prvega francoskega cesarstva. Ob obnovi Bourbonov so jih zamenjali z dvanajstimi monumentalnimi marmornimi kipi, vključno s štirimi »velikimi ministri« (Suger, Sully, Richelieu, Colbert), štirimi kraljevimi generali (Du Guesclin, Bayard, Condé, Turenne) in štirimi mornarji (Duguay- Trouin, Duquesne, Suffren, Tourville). Vendar se je ta zbirka kipov izkazala za pretežko za most in Ludvik-Filip I. jih je dal odstraniti in prenesti v Versajsko palačo.

### 20.–21. stoletje
Promet čez most je postal zelo zgoščen in most so morali med letoma 1930 in 1932 razširiti na obeh straneh in tako podvojiti širino prvotnega mostu. Inženirja Deval in Malet sta vseeno poskrbela za ohranitev neoklasicistične arhitekture izvirnika. Zadnjič je bil prenovljen leta 1983. Danes ta most nosi glavno breme pariškega cestnega prometa (razen tistega na Boulevard Périphérique).